# Сельцо (Артемьевское сельское поселение)
В Тутаевском районе есть ещё одна деревня с таким названием, в Левобережном сельском поселении, а в других районах Ярославской области есть ещё семь деревень.
Сельцо — деревня Николо-Эдомского сельского округа Артемьевского сельского поселения Тутаевского района Ярославской области.
Сельцо стоит на правом, восточном берегу реки Эдома, выше устья её основного левого притока реки Малая Эдома. На противоположном берегу, но непосредственно в устье, к северо-востоку и несколько ниже по течению до 1996 года существовала деревня Голенинская. Далее к северо-востоку, на расстоянии около 1 км на правом берегу Малой Эдомы стоит деревня Каменка. На том же берегу реки Эдома юго-восточнее, несколько выше по течению, стоит Николо-Эдома. К юго-западу на расстоянии около 6 км от деревни до железной дороги Ярославль—Рыбинск — лес.
Деревня Сельцо указана на плане Генерального межевания Борисоглебского уезда 1792 года. В 1825 Борисоглебский уезд был объединён с Романовским уездом. По сведениям 1859 года деревня относилась к Романово-Борисоглебскому уезду.
На 1 января 2007 года в деревне Сельцо числилось 4 постоянных жителя. По карте 1975 г. в деревне жило 15 человек. Почтовое отделение, находящееся в деревне Столбищи, обслуживает в деревне Сельцо 14 домов.